# Matthew Garrison
Matthew Garrison es un bajista estadounidense de jazz y fusión.

## Biografía
Hijo del contrabajista Jimmy Garrison, Matthew nació el 2 de junio de 1970. Su padre, famoso sobre todo por su colaboración con el cuarteto clásico de John Coltrane (integrado también por Elvin Jones y McCoy Tyner), grabaría con el saxofonista obras fundamentales para la historia del Jazz como "A Love Supreme" o "Ballads", pero su muerte, acaecida en 1976 obligó a la familia a abandonar los Estados Unidos para establecerse en Roma.

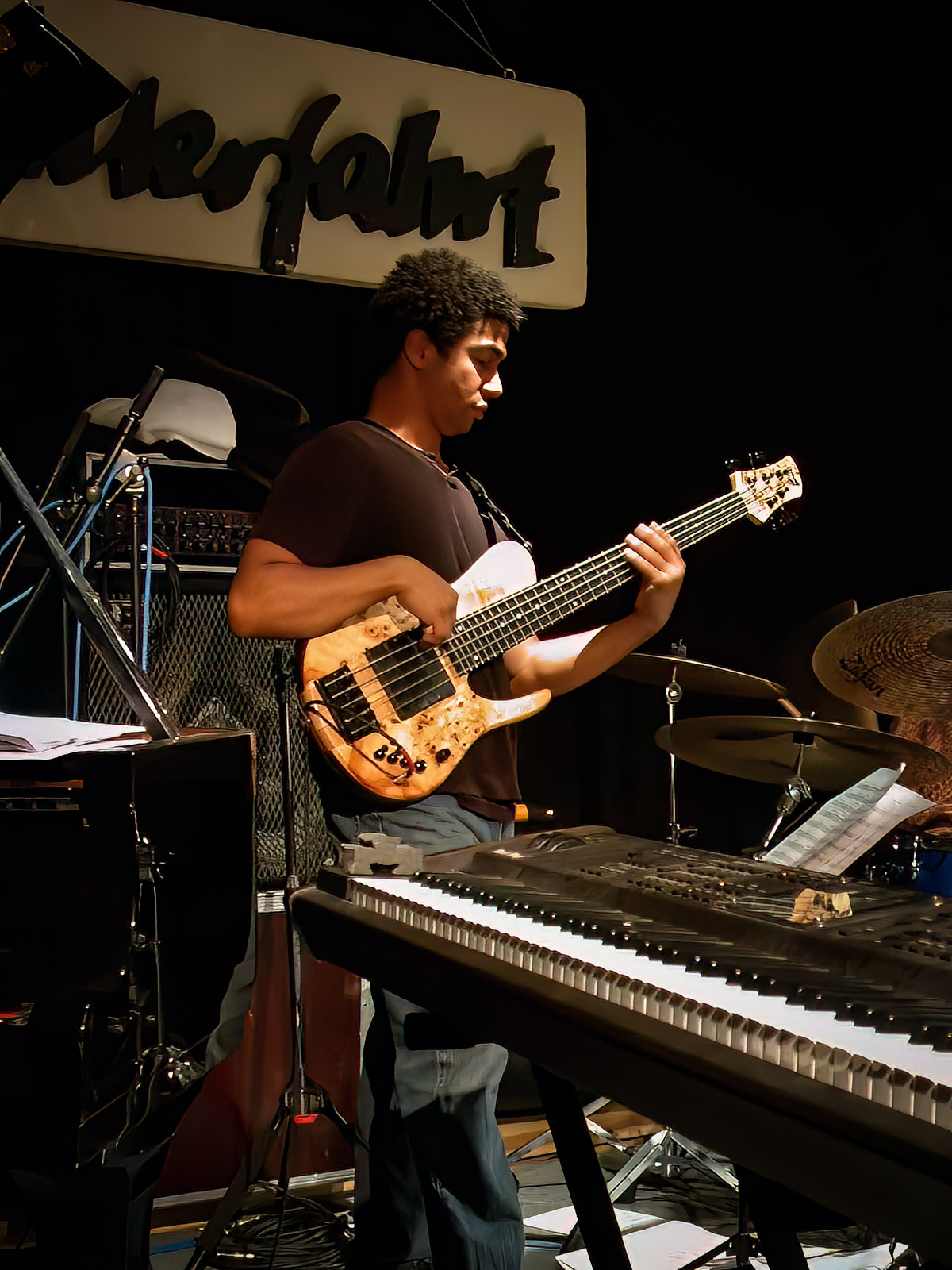
Matt Garrison.

Allí Garrison comenzó sus estudios de piano y bajo, pero doce años más tarde, en 1988 regresaría a los Estados Unidos para ser acogido por su padrino, el baterista y pianista de jazz Jack DeJohnette. Durante los dos años que pasó en casa de Dejohnette y estimulado por el ambiente musical que reinaba en la casa del baterista,  Garrison se entregó a una disciplina de estudio severísima, bajo la dirección del legendario bajista Dave Holland y del propio DeJohnette, un período que resultaría clave en su formación.
En 1989 le fue concedida una beca de estudios en la prestigiosa escuela Berklee de Boston, donde inició su carrera profesional trabajando como "sideman" para el vibrafonista Gary Burton, el guitarrista Torsten de Winkel o el teclista Lyle Mays, entre otros.
Terminado su período en Berkley, Garrison se trasladó, en 1994, a Brooklyn, Nueva York, donde inició una brillante carrera que le llevaría a trabajar para los más prestigiosos artistas de la escena mundial, entre ellos, Herbie Hancock, John McLaughlin, Chaka Khan, Joe Zawinul, John Scofield, Paul Simon, Joni Mitchell, Jack DeJohnette, Steve Coleman, Cassandra Wilson, Wallace Roney, Pat Metheny, Geri Allen, Tito Puente, Michael Brecker, Randy Brecker o Mike Stern.
Paralelamente a su trayectoria como bajista, Garrison desarrolla una importante actividad didáctica, impartiendo lecciones privadas y ofreciendo innumerables seminarios en las academias de todo el país.
En 1998 funda "GarrisonJazz Productions", donde el músico promociona y comercializa sus producciones desde entonces.

## Valoración y colaboraciones
Matthew Garrison es un virtuoso del bajo eléctrico y un referente imprescindible en la historia reciente del instrumento. Creador de una original técnica de pizzicato a cuatro dedos, Garrison hace gala además de un sofisticado fraseo post-bebop que tiene sus raíces en la revolución que trajo consigo Jaco Pastorius, pero que amplía el lenguaje de Pastorius, actualizándolo, modernizándolo y desarrollándolo.
Aunque la música de Garrison muestra fuertes influencias Funk y Fusión, domina en realidad prácticamente a la perfección todas lás técnicas de su instrumento, lo que le convierte en uno de los músicos de sesión más versátiles, brillantes y cotizados del panorama norteamericano, como lo demuestra su impresionante historial de colaboraciones.
Con una personalidad musical única, un sonido inmediatamente reconocible, y una fuerte orientación hacia la composición y a la función de soporte del bajo eléctrico (lo que lo aleja de vanos exhibicionismos técnicos), Matthew Garrison forma parte del pequeño grupo de bajistas de élite que continúan abriendo nuevos y fértiles caminos para su instrumento.

## Discografía seleccionada

### Como "sideman"
- New York Jazz Guerrilla - Method To The Madness *part 1 (1992 / 1998, con Torsten de Winkel, Gary Thomas)
- Pat Metheny – Stone Free (1993)
- Bob Moses  – Time Stood Still (1994)
- Nando Lauria – Points of View (1994)
- Steve Coleman – The Tao of Mad Phat (1995)
- Joe Zawinul – My People (1996)
- Steve Coleman – Def Trance Beat (1997)
- John McLaughlin  – The Heart of Things (1997)
- Rocco Zifarelli – Lyndon (1998)
- Harry Sokal – Full Circle (1998)
- Andy Milne – Forward to Get Back (1998)
- Jim Beard – Advocate (1999)
- John McLaughlin – The Heart of Things - "Live in Paris" (2000)
- Dennis Chambers – Outbreak (2002)
- Herbie Hancock – Future 2 Future Live  (2002)
- Anders Mogensen, Niclas Knudsen – Anders Mogensen & Niclas Knudsen feat. Matt Garrison (2002)
- Revolution Void – Increase the Dosage (2004)
- World Saxophone Quartet - Experience (2004)
- Wallace Roney – Prototype (2004)
- Me'shell Ndegeocello – The Spirit Music Jamia: Dance of the Infidel (2005)
- Gary Husband – Force Majeure (2005)
- Wallace Roney – Mystical (2005)
- John McLaughlin – Industrial Zen (2006)
- Alex Machacek, Jeff Sipe - "Improvision" (2007)

### Como solista
- Matthew Garrison – Matthew Garrison (2001)
- Matthew Garrison – Matt Garrison Live (2004)
- Matthew Garrison – Shapeshifter (2004)